# Saudemont
Pour les articles homonymes, voir Saudemont (homonymie).
Saudemont est une commune française située dans le département du Pas-de-Calais en région Hauts-de-France.
La commune fait partie de la communauté de communes Osartis Marquion qui regroupe 49 communes et compte 42 651 habitants en 2021.

## Géographie

### Localisation
Localisée dans le sud-est du département du Pas-de-Calais, Saudemont est une commune située, à vol d'oiseau, à 14 km au sud de la commune de Douai (aire d'attraction) et à 20 km au sud-est de la commune d’Arras (chef-lieu d'arrondissement et préfecture du Pas-de-Calais).
Le territoire de la commune est limitrophe de ceux de six communes.
Les communes limitrophes sont Récourt, Baralle, Dury, Écourt-Saint-Quentin, Rumaucourt et Villers-lès-Cagnicourt.

### Géologie et relief
La superficie de la commune est de 5,55 km2 ; son altitude varie de 39  à   75 mètres.

### Hydrographie
Le territoire de la commune est situé dans le bassin Artois-Picardie.
La commune est traversée par l'Hirondelle d'Ecourt-St-Quentin, cours d'eau d'une longueur de 6,33 km, qui prend sa source dans la commune et se jette dans l'Agache au niveau de la commune d'Écourt-Saint-Quentin.

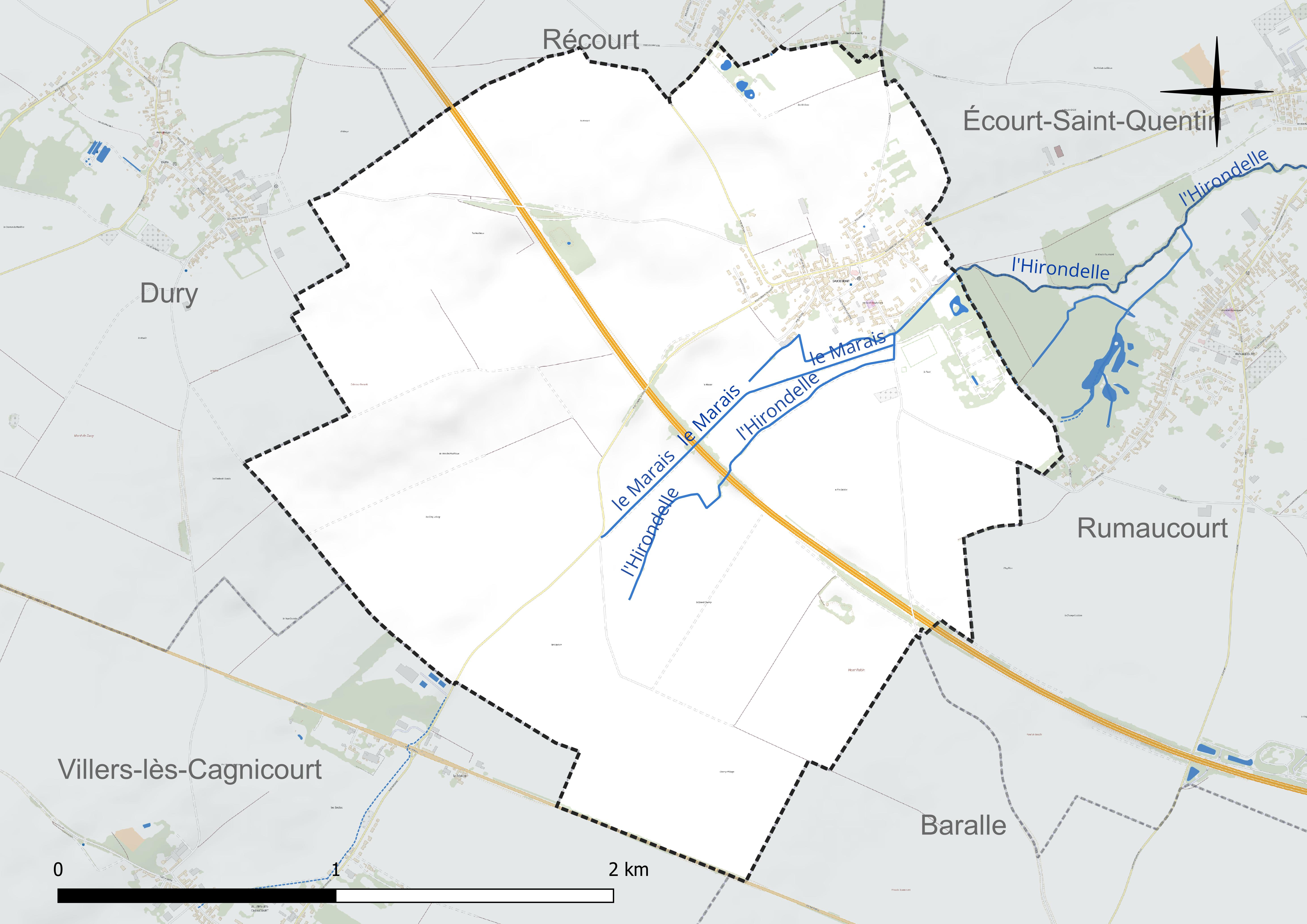
Réseau hydrographique de Saudemont.

### Climat
Pour des articles plus généraux, voir Climat des Hauts-de-France et Climat du Pas-de-Calais.
En 2010, le climat de la commune est de type climat océanique dégradé des plaines du Centre et du Nord, selon une étude du CNRS s'appuyant sur une série de données couvrant la période 1971-2000. En 2020, Météo-France publie une typologie des climats de la France métropolitaine dans laquelle la commune est exposée à un climat océanique et est dans la région climatique Nord-est du bassin Parisien, caractérisée par un ensoleillement médiocre, une pluviométrie moyenne régulièrement répartie au cours de l’année et un hiver froid (3 °C).
Pour la période 1971-2000, la température annuelle moyenne est de 10,5 °C, avec une amplitude thermique annuelle de 14,7 °C. Le cumul annuel moyen de précipitations est de 700 mm, avec 11,9 jours de précipitations en janvier et 8,9 jours en juillet. Pour la période 1991-2020, la température moyenne annuelle observée sur la station météorologique la plus proche, située sur la commune d'Épinoy à 9 km à vol d'oiseau, est de 10,9 °C et le cumul annuel moyen de précipitations est de 702,9 mm,. Pour l'avenir, les paramètres climatiques de la commune estimés pour 2050 selon différents scénarios d'émission de gaz à effet de serre sont consultables sur un site dédié publié par Météo-France en novembre 2022.

### Paysages
Pour un article plus général, voir Paysage en France.
La commune est située dans les « paysages des grands plateaux artésiens et cambrésiens » tels qu'ils sont définis dans l'atlas de paysages de la région Nord-Pas-de-Calais, conçu par la direction régionale de l'Environnement, de l'Aménagement et du Logement (DREAL),. 
Ces « paysages des grands plateaux artésiens et cambrésiens », qui concernent 238 communes, sont dominés par les « grandes cultures » de céréales et de betteraves industrielles qui représentent 70 % de la surface agricole utilisée (SAU).

## Urbanisme

### Typologie
Au 1er janvier 2024, Saudemont est catégorisée bourg rural, selon la nouvelle grille communale de densité à sept niveaux définie par l'Insee en 2022.
Elle est située hors unité urbaine. Par ailleurs la commune fait partie de l'aire d'attraction de Douai, dont elle est une commune de la couronne,. Cette aire, qui regroupe 61 communes, est catégorisée dans les aires de 50 000 à moins de 200 000 habitants,.

### Occupation des sols
L'occupation des sols de la commune, telle qu'elle ressort de la base de données européenne d’occupation biophysique des sols Corine Land Cover (CLC), est marquée par l'importance des territoires agricoles (92,7 % en 2018), en diminution par rapport à 1990 (93,6 %). La répartition détaillée en 2018 est la suivante : 
terres arables (92,3 %), zones urbanisées (5,7 %), forêts (1,6 %), zones agricoles hétérogènes (0,4 %). L'évolution de l’occupation des sols de la commune et de ses infrastructures peut être observée sur les différentes représentations cartographiques du territoire : la carte de Cassini (XVIIIe siècle), la carte d'état-major (1820-1866) et les cartes ou photos aériennes de l'IGN pour la période actuelle (1950 à aujourd'hui).

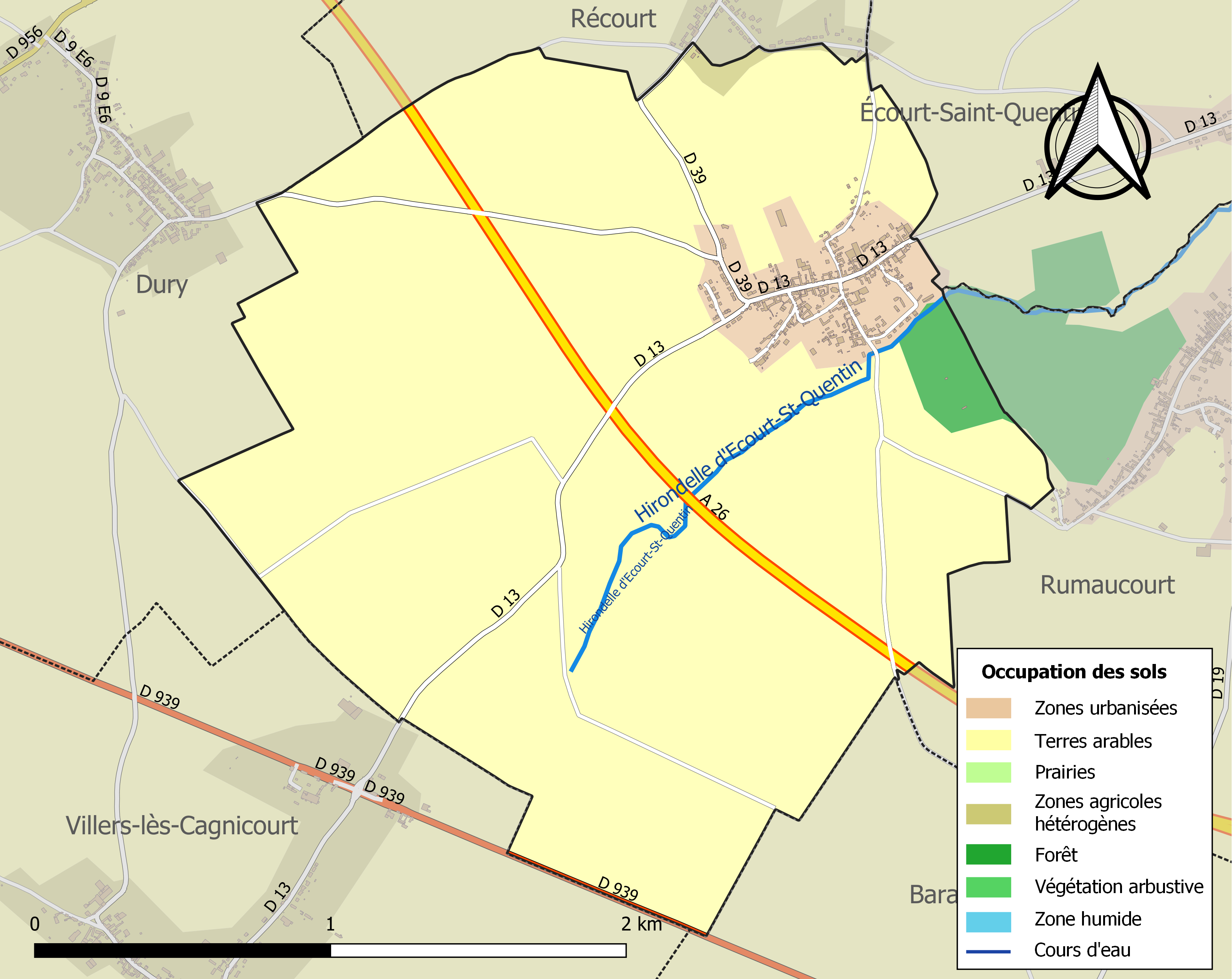
Carte des infrastructures et de l'occupation des sols de la commune en 2018 (CLC).

## Toponymie
Le nom de la localité est attesté sous les formes Sanctus Mons (1081) ; Sademons (1096) ; Sandemont (1123) ; Sandemont es Aez (1167) ; Saudemont (1248) ; Sauldemont (XVIIIe siècle).
Si on en croit la forme de la fin du XIe siècle, le toponyme aurait le sens de le « Mont Sacré » (Sanctus mons).

## Histoire
Après la Première Guerre mondiale, la commune est décorée de la croix de guerre 1914-1918 par décret du 23 septembre 1920, distinction également attribuée à 276 autres communes du Pas-de-Calais.

## Politique et administration

### Découpage territorial
La commune se trouve dans l'arrondissement d'Arras du département du Pas-de-Calais.

#### Commune et intercommunalités
La commune est membre de la communauté de communes Osartis Marquion.

#### Circonscriptions administratives
La commune est rattachée au canton de Brebières.

#### Circonscriptions électorales
Pour l'élection des députés, la commune fait partie de la première circonscription du Pas-de-Calais.

### Élections municipales et communautaires

#### Liste des maires
| Période                                  | Période                    | Identité              | Étiquette | Qualité                                                  |
| ---------------------------------------- | -------------------------- | --------------------- | --------- | -------------------------------------------------------- |
| Les données manquantes sont à compléter. |                            |                       |           |                                                          |
| 1971                                     | 1979                       | Hector Turpin         |           | Mort en fonction                                         |
| 1979                                     | 2014                       | Jean-Pierre Cuvilliez | EXD       |                                                          |
| 2014,                                    | 2020                       | Pascal Defonte        |           |                                                          |
| 23 mai 2020                              | En cours (au 7 avril 2022) | Laurent Turpin        |           | Profession de l'information, des arts et des spectacles, |

## Équipements et services publics

### Espaces publics
La commune fait partie des villages labellisés Village Patrimoine, qui œuvrent à mettre en avant leurs patrimoines matériels et/ou immatériels (historique, culturel, naturel, architectural, etc.).

## Population et société

### Démographie

#### Évolution démographique
L'évolution du nombre d'habitants est connue à travers les recensements de la population effectués dans la commune depuis 1793. Pour les communes de moins de 10 000 habitants, une enquête de recensement portant sur toute la population est réalisée tous les cinq ans, les populations de référence des années intermédiaires étant quant à elles estimées par interpolation ou extrapolation. Pour la commune, le premier recensement exhaustif entrant dans le cadre du nouveau dispositif a été réalisé en 2008.

En 2022, la commune comptait 421 habitants, en évolution de −7,27 % par rapport à 2016 (Pas-de-Calais : −0,72 %, France hors Mayotte : +2,11 %).
| 1793 | 1800 | 1806 | 1821 | 1831 | 1836 | 1841 | 1846 | 1851 |
| ---- | ---- | ---- | ---- | ---- | ---- | ---- | ---- | ---- |
| 590  | 658  | 687  | 745  | 786  | 764  | 801  | 776  | 739  |

| 1856 | 1861 | 1866 | 1872 | 1876 | 1881 | 1886 | 1891 | 1896 |
| ---- | ---- | ---- | ---- | ---- | ---- | ---- | ---- | ---- |
| 711  | 724  | 680  | 640  | 621  | 609  | 582  | 560  | 536  |

| 1901 | 1906 | 1911 | 1921 | 1926 | 1931 | 1936 | 1946 | 1954 |
| ---- | ---- | ---- | ---- | ---- | ---- | ---- | ---- | ---- |
| 522  | 519  | 475  | 353  | 370  | 355  | 329  | 346  | 330  |

| 1962 | 1968 | 1975 | 1982 | 1990 | 1999 | 2006 | 2008 | 2013 |
| ---- | ---- | ---- | ---- | ---- | ---- | ---- | ---- | ---- |
| 318  | 315  | 300  | 374  | 382  | 375  | 426  | 439  | 460  |

| 2018 | 2022 | - | - | - | - | - | - | - |
| ---- | ---- | - | - | - | - | - | - | - |
| 444  | 421  | - | - | - | - | - | - | - |

#### Pyramide des âges
En 2018, le taux de personnes d'un âge inférieur à 30 ans s'élève à 36,0 %, soit en dessous de la moyenne départementale (36,7 %). À l'inverse, le taux de personnes d'âge supérieur à 60 ans est de 27,2 % la même année, alors qu'il est de 24,9 % au niveau départemental.
En 2018, la commune comptait 218 hommes pour 226 femmes, soit un taux de 50,90 % de femmes, légèrement inférieur au taux départemental (51,50 %).
Les pyramides des âges de la commune et du département s'établissent comme suit.
| Hommes | Classe d’âge | Femmes |
| ------ | ------------ | ------ |
| 0,0    | 90 ou +      | 1,8    |
| 6,0    | 75-89 ans    | 6,6    |
| 16,5   | 60-74 ans    | 23,5   |
| 20,6   | 45-59 ans    | 17,7   |
| 17,0   | 30-44 ans    | 18,1   |
| 15,6   | 15-29 ans    | 16,4   |
| 24,3   | 0-14 ans     | 15,9   |

| Hommes | Classe d’âge | Femmes |
| ------ | ------------ | ------ |
| 0,5    | 90 ou +      | 1,6    |
| 5,6    | 75-89 ans    | 8,9    |
| 16,7   | 60-74 ans    | 18,1   |
| 20,2   | 45-59 ans    | 19,2   |
| 18,9   | 30-44 ans    | 18,1   |
| 18,2   | 15-29 ans    | 16,2   |
| 19,9   | 0-14 ans     | 17,9   |

## Culture locale et patrimoine

### Lieux et monuments
Les anges de Saudemont datent de 1260-1270 d'une hauteur de 1,30 m dorés à l'or mat et brillant et sont un exemple d'art médiéval du Nord de la France. Ils sont classés monuments historiques depuis le 29 novembre 1958. Les originaux se trouvent au musée des Beaux-Arts d'Arras, tandis que des copies sont exposées dans l'une des chapelles de Saudemont.

#### Monument historique
Le clocher de l'église Saint-Léger de Saudemont fait l’objet d’un classement au titre des monuments historiques depuis le 21 juin 1928.
L'église Saint-Léger de Saudemont est remarquable par son clocher du XIIe siècle.
Elle comporte trois nefs. À l'origine, celle du milieu était en planches.
En 1771, les religieux de l'abbaye de Marchienne le firent peindre. Cette peinture représentait la sainte Trinité, les quatre évangélistes, le Prince des Apôtres et saint Jean Baptiste.
Les nefs latérales sont également voûtéesvoutées et étaient également peintes de la même manière. On y avait représenté les scènes du martyre de saint Léger, patron de la paroisse et de sainte Catherine. 
Malheureusement, vers 1850, un incendie détruisit ces peintures.

Le chœur est vaste et est éclairé par quatre croisées.
Un banc de communion, sculpté et ciré du XVIIe siècle, le sépare de la nef centrale.
On remarmaître maitre hôtel  une descente de croix fort estimée. Dans la nef latérale droite, on voit les fonts baptismaux en grès datant de 1532.
Des pierres tombales sont scellées dans les murs de l'église où l'on peut encore lire différentes inscriptions.
On peut aussi admirer les remarquables vitraux de Benoit de Nancy.

Le clocher datant de 1150 est classé monument historique. Il est entièrement constitué de grès et ne contient pas de pierre tendre ni de sculpture.
Le portail peint rouge brun comme au Moyen Âge (couleur de sang de bœuf séché), à triple tableau est en tiers-point. Son tympan nu est porté par un linteau arqué.  Le rez-de-chaussée, carré, a des murs ayant près d'un mètre d'épaisseur.
Le premier étage est éclairé par des meurtrières (cloche-donjon); quatre trompes arquées en cintre permettent les passages du carré à l'octogone.
L'étage supérieur est éclairé sur chacune huite ses 8 faces par une fenêtre en plein cintre géminé avec plate bande  d'imposte se reliant d'une fenêtre à l'autre. Le meneau ne subsistdeux qu'à 2 des baies nord-est et sud-est : c'est une colonnette à chapiteau à peine dégrossiedeux avec 2 grosses boules aux angles, qui porte un tympan plein sans arc. 
À chaque angle de la tour est sculptée une tête soit humaine, soit animale, sommairement dégrossie.
La chronique supérieure repose sur des modillons en quart de rond. Cette tour n'a aucun contrefort.

Ce clocher est unique dans la région.

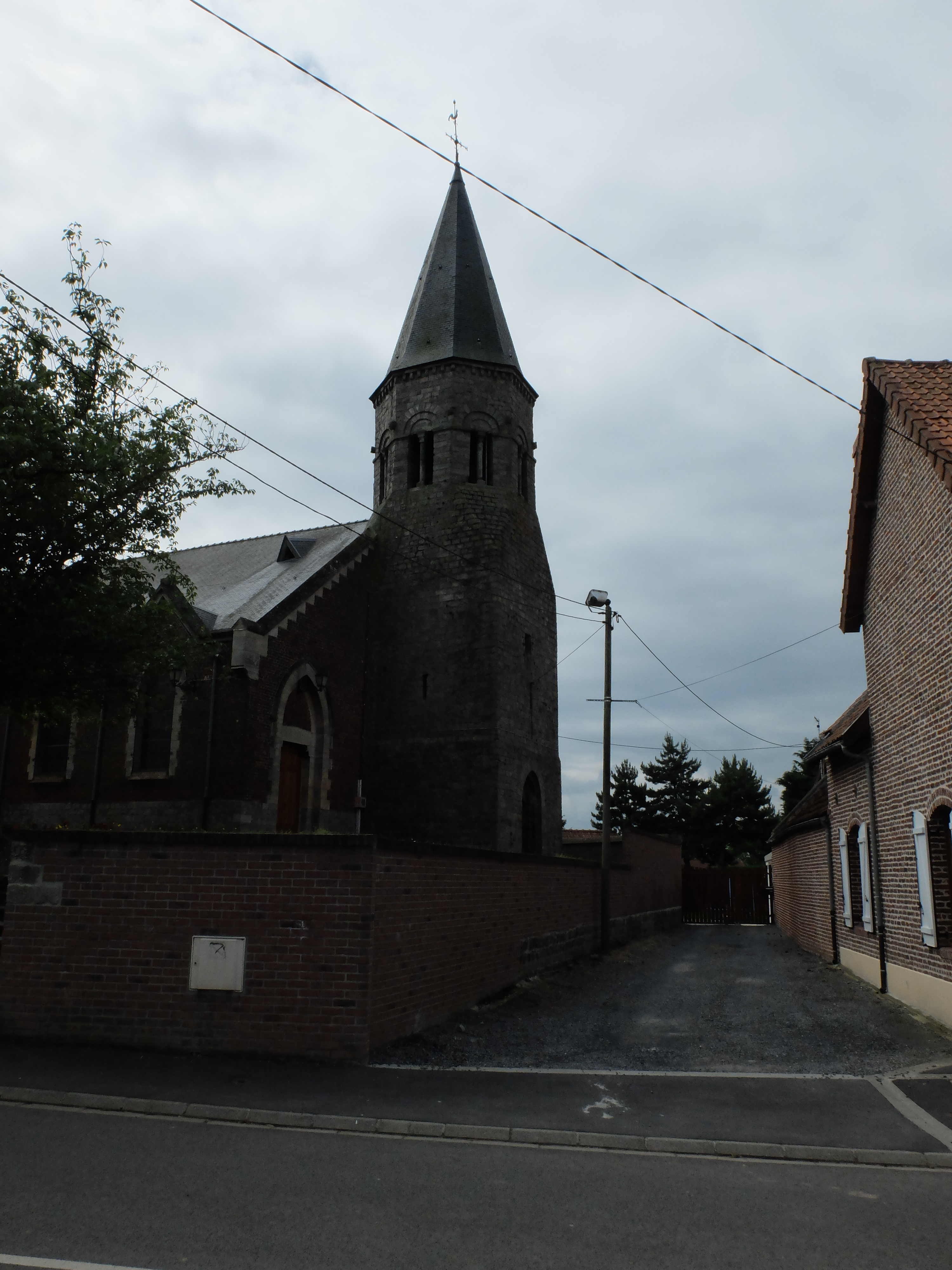
L'église.
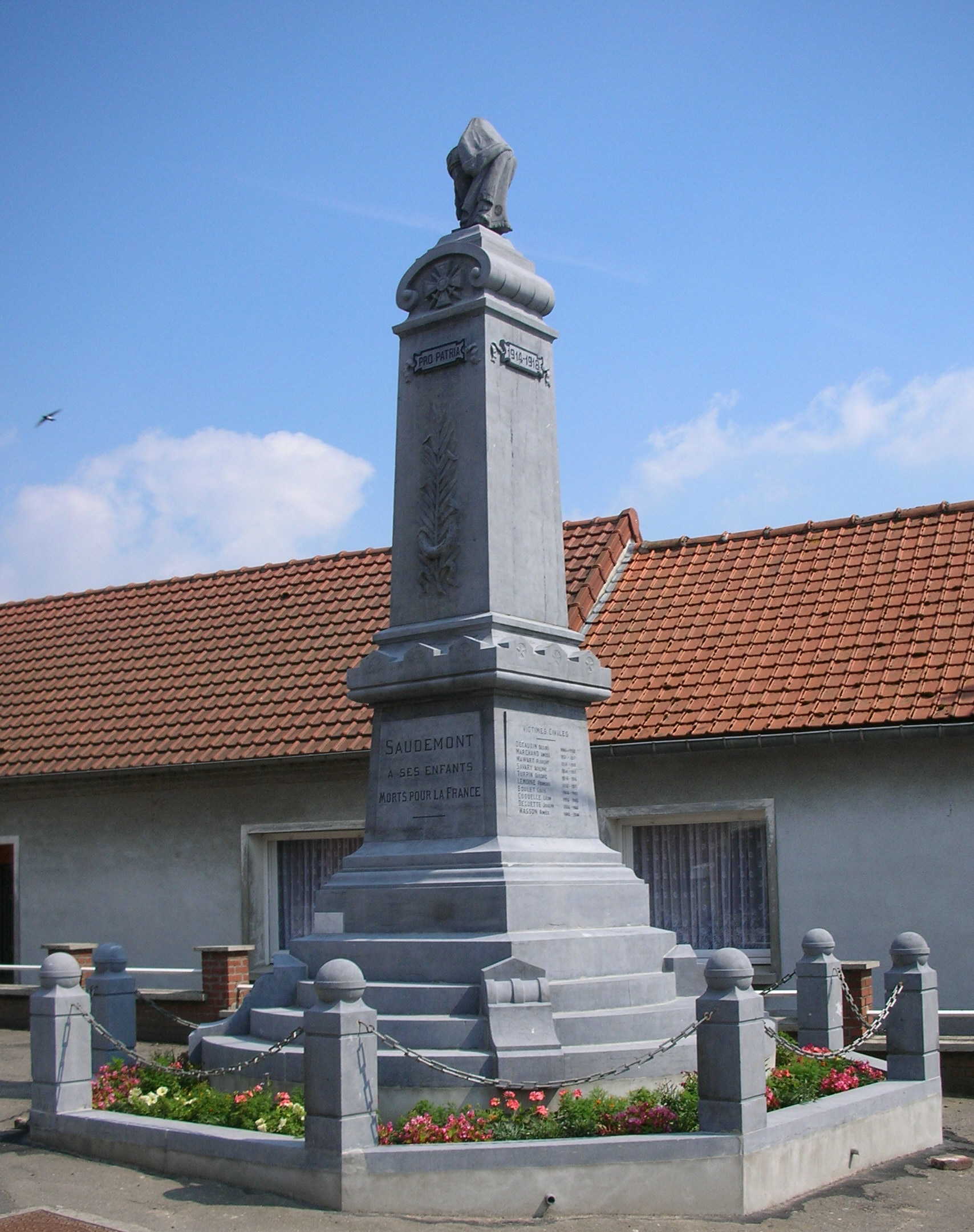
Le monument aux morts.

### Personnalités liées à la commune
- Alexandre Bachelet, (1866-1945), né à Saudemont, enseignant puis homme politique.

### Héraldique
|  | Les armes de la commune se blasonnent ainsi : d'or au pal de sable chargé d'une escarboucle pommetée et fleur de lysée du champ. |

## Pour approfondir